# متعب دهام النصار الشراري
متعب دهام النصار الشراري كاتب وشاعر سعودي من مواليد سنة 1980 بمحافظة القريات. ألف العديد من القصائد الشعرية والتي ألقت نجاحا واسعا في المنطقة.

## مسيرته
ولد متعب دهام النصار الشراري بمحافظة القريات في بيت شعري عريق حيث أن جدّه وجدّته لوالده شعراء، بدأ مسيرته سنة 2006، وبدأ في كتابة القصائد الشعرية سنة 2007، ويعد من الشعراء الذين تميزوا في كتابة الشعر الغنائي في الخليج بتعاونه من العديد من الفنانين في أعمال ناجحة.

## التعليم
- بكالوريوس لغة عربية من جامعة الجوف في المملكة العربية السعودية.

## أعماله
- بعض قصائد الشاعر متعب النصار الشريري.[15][16][17]

| القصيدة                     | السنة | الشاعر                   |
| --------------------------- | ----- | ------------------------ |
| من رقتك لو تلمس الورد بيديك | 2012  | متعب دهام النصار الشراري |
| بسطة مُسن                    | 2018  | متعب دهام النصار الشراري |
| مشكلة لامن عشقت انسان موت   | 2010  | متعب دهام النصار الشراري |
| رمتني سهام الحب             | 2014  | متعب دهام النصار الشراري |

- القصائد المغناة

بعض قصائد الشاعر متعب دهام النصار الشراري المغناة:
| الاغنية     | الفنان               |
| ----------- | -------------------- |
| ياقاف دندن  | مخلد الشراري         |
| ذاب الفؤاد  | شادي الشمال انس عساف |
| الجادل      | فهيد الدمناني اليامي |
| حزن المشاعر | فهد مطر              |

## حياته الخاصة
متعب دهام النصار الشراري متزوج وأب لخمسة أطفال.

## مشاركاته
شارك متعب دهام النصار الشراري في العديد من المسابقات العربية وايضا اقام العديد من الأمسيات في كل دول الخليج مثل السعودية والامارات إضافة إلى الاردن، أيضا قد نشر مؤلفاته في العديد من المجلات والصحف الالكترونية.

## تكريم وجوائز
شارك متعب دهام النصار الشراري في العديد من المسابقات والتي قد نال فيهم مراتب جيدة من بينهم:
- 2017 م: حصل متعب دهام النصار الشراري على المرتبة الثانية[30][31] في مسابقة شاعر المليون[32][33][34] وقد فاز بأربعة ملايين درهم إماراتي.[35][36][37][38]
- 2015 م: حصل متعب دهام النصار الشراري على المركز الأول في مسابقة شاعر الصورة[39] في دبي وقد فاز بمليون[40] درهم اماراتي.[41][42][43]

## هوايته
يحب متعب دهام النصار الشراري القراءة والشعر بشكل كبير من صغره.